# The Big Four: Live from Sofia, Bulgaria
The Big Four: Live from Sofia, Bulgaria – album koncertowy zespołów Megadeth, Metallica, Slayer i Anthrax tzw. Wielkiej Czwórki Thrash Metalu. Wydawnictwo ukazało się 29 października 2010 roku. W Stanach Zjednoczonych nagrania trafiły do sprzedaży nakładem Warner Bros. Records, natomiast w Europie dzięki Vertigo Records i Mercury Records. Na albumie znalazł się zapis występu zespołów, który odbył się 22 czerwca 2010 roku w ramach Sonisphere Festival na Stadionie Narodowym im. Wasyla Lewskiego w Sofii.
W Polsce nagrania uzyskały certyfikat potrójnie platynowej płyty DVD.

## Lista utworów
Opracowano na podstawie materiału źródłowego.
| Anthrax - DVD 1/BD 1/CD 1 | Anthrax - DVD 1/BD 1/CD 1 | Anthrax - DVD 1/BD 1/CD 1                                                                     | Anthrax - DVD 1/BD 1/CD 1 |
| Nr                        | Tytuł utworu              | Autorzy                                                                                       | Długość                   |
| ------------------------- | ------------------------- | --------------------------------------------------------------------------------------------- | ------------------------- |
| 1.                        | „Caught in a Mosh”        | Joey Belladonna, Frank Bello, Charlie Benante, Scott Ian, Dan Spitz                           | 6:04                      |
| 2.                        | „Got the Time”            | Joe Jackson                                                                                   | 3:42                      |
| 3.                        | „Madhouse”                | Belladonna, Bello, Benante, Ian, Spitz                                                        | 4:24                      |
| 4.                        | „Be All, End All”         | Belladonna, Bello, Benante, Ian, Spitz                                                        | 8:00                      |
| 5.                        | „Antisocial”              | Bernie Bonvoisin, Norbert Krief                                                               | 6:37                      |
| 6.                        | „Indians/Heaven and Hell” | Belladonna, Bello, Benante, Ian, Spitz/Ronnie James Dio, Tony Iommi, Bill Ward, Geezer Butler | 10:10                     |
| 7.                        | „Medusa”                  | Belladonna, Bello, Benante, Ian, Spitz, Jon Zazula                                            | 5:53                      |
| 8.                        | „Only”                    | Bello, Benante, John Bush, Ian, Spitz                                                         | 6:46                      |
| 9.                        | „Metal Thrashing Mad”     | Benante, Ian, Dan Lilker, Spitz, Neil Turbin                                                  | 3:27                      |
| 10.                       | „I Am the Law”            | Belladonna, Bello, Benante, Ian, Lilker, Spitz                                                | 8:14                      |
|                           |                           |                                                                                               | 1:03:17                   |

| Megadeth - DVD 1/BD 1/CD 2 | Megadeth - DVD 1/BD 1/CD 2        | Megadeth - DVD 1/BD 1/CD 2 | Megadeth - DVD 1/BD 1/CD 2 |
| Nr                         | Tytuł utworu                      | Autorzy                    | Długość                    |
| -------------------------- | --------------------------------- | -------------------------- | -------------------------- |
| 1.                         | „Holy Wars... The Punishment Due” | Dave Mustaine              | 6:33                       |
| 2.                         | „Hangar 18”                       | Mustaine                   | 5:04                       |
| 3.                         | „Wake Up Dead”                    | Mustaine                   | 3:44                       |
| 4.                         | „Head Crusher”                    | Mustaine, Shawn Drover     | 3:18                       |
| 5.                         | „In My Darkest Hour”              | Mustaine, Dave Ellefson    | 5:26                       |
| 6.                         | „Skin o’ My Teeth”                | Mustaine                   | 3:14                       |
| 7.                         | „À Tout le Monde”                 | Mustaine                   | 4:28                       |
| 8.                         | „Hook in Mouth”                   | Mustaine, Ellefson         | 4:39                       |
| 9.                         | „Trust”                           | Mustaine, Marty Friedman   | 5:04                       |
| 10.                        | „Sweating Bullets”                | Mustaine                   | 4:50                       |
| 11.                        | „Symphony of Destruction”         | Mustaine                   | 4:15                       |
| 12.                        | „Peace Sells”/„Holy Wars Reprise” | Mustaine                   | 10:22                      |
|                            |                                   |                            | 1:00:57                    |

| Slayer - DVD 1/BD 1/CD 3 | Slayer - DVD 1/BD 1/CD 3 | Slayer - DVD 1/BD 1/CD 3 | Slayer - DVD 1/BD 1/CD 3 |
| Nr                       | Tytuł utworu             | Autorzy                  | Długość                  |
| ------------------------ | ------------------------ | ------------------------ | ------------------------ |
| 1.                       | „World Painted Blood”    | Jeff Hanneman, Tom Araya | 6:26                     |
| 2.                       | „Jihad”                  | Hanneman, Araya          | 4:31                     |
| 3.                       | „War Ensemble”           | Hanneman, Araya          | 5:09                     |
| 4.                       | „Hate Worldwide”         | Kerry King               | 3:11                     |
| 5.                       | „Seasons in the Abyss”   | Hanneman, Araya          | 6:24                     |
| 6.                       | „Angel of Death”         | Hanneman                 | 5:34                     |
| 7.                       | „Beauty Through Order”   | Hanneman, Araya          | 5:11                     |
| 8.                       | „Disciple”               | Hanneman, King           | 5:07                     |
| 9.                       | „Mandatory Suicide”      | Hanneman, Araya          | 4:14                     |
| 10.                      | „Chemical Warfare”       | Hanneman, King           | 5:50                     |
| 11.                      | „South of Heaven”        | Hanneman, Araya          | 4:30                     |
| 12.                      | „Raining Blood”          | Hanneman, King           | 5:30                     |
|                          |                          |                          | 1:01:37                  |

| Metallica - DVD 2/BD 2/CD 4 & 5 | Metallica - DVD 2/BD 2/CD 4 & 5 | Metallica - DVD 2/BD 2/CD 4 & 5                         | Metallica - DVD 2/BD 2/CD 4 & 5 |
| Nr                              | Tytuł utworu                    | Autorzy                                                 | Długość                         |
| ------------------------------- | ------------------------------- | ------------------------------------------------------- | ------------------------------- |
| 1.                              | „Creeping Death”                | James Hetfield, Lars Ulrich, Cliff Burton, Kirk Hammett | 8:11                            |
| 2.                              | „For Whom the Bell Tolls”       | Hetfield, Ulrich, Burton                                | 4:29                            |
| 3.                              | „Fuel”                          | Hetfield, Ulrich, Hammett                               | 4:15                            |
| 4.                              | „Harvester of Sorrow”           | Hetfield, Ulrich                                        | 6:18                            |
| 5.                              | „Fade to Black”                 | Hetfield, Ulrich, Burton, Hammett                       | 7:31                            |
| 6.                              | „That Was Just Your Life”       | Hetfield, Ulrich, Hammett, Robert Trujillo              | 6:53                            |
| 7.                              | „Cyanide”                       | Hetfield, Ulrich, Hammett, Trujillo                     | 7:16                            |
| 8.                              | „Sad but True”                  | Hetfield, Ulrich                                        | 6:33                            |
| 9.                              | „Welcome Home (Sanitarium)”     | Hetfield, Ulrich, Hammett                               | 6:14                            |
| 10.                             | „All Nightmare Long”            | Hetfield, Ulrich, Hammett, Trujillo                     | 7:50                            |
| 11.                             | „One”                           | Hetfield, Ulrich                                        | 8:34                            |
| 12.                             | „Master of Puppets”             | Hetfield, Ulrich, Burton, Hammett                       | 8:06                            |
| 13.                             | „Blackened”                     | Hetfield, Ulrich, Jason Newsted                         | 7:58                            |
| 14.                             | „Nothing Else Matters”          | Hetfield, Ulrich                                        | 5:56                            |
| 15.                             | „Enter Sandman”                 | Hetfield, Ulrich, Hammett                               | 11:08                           |
| 16.                             | „Am I Evil?”                    | Sean Harris, Brian Tatler                               | 6:05                            |
| 17.                             | „Hit the Lights”                | Hetfield, Ulrich                                        | 5:25                            |
| 18.                             | „Seek & Destroy”                | Hetfield, Ulrich                                        | 12:40                           |
|                                 |                                 |                                                         | 2:11:22                         |

## Twórcy
Opracowano na podstawie materiału źródłowego.
| Zespół Megadeth w składzie - Dave Mustaine – gitara, wokal prowadzący - Chris Broderick – gitara, wokal wspierający - David Ellefson – gitara basowa, wokal wspierający - Shawn Drover – perkusja Zespół Metallica w składzie - James Hetfield – gitara, wokal prowadzący - Kirk Hammett – gitara - Lars Ulrich – perkusja - Robert Trujillo – gitara basowa |  | Zespół Slayer w składzie - Tom Araya – wokal prowadzący, gitara basowa - Jeff Hanneman – gitara - Kerry King – gitara - Dave Lombardo – perkusja Zespół Anthrax w składzie - Joey Belladonna – wokal prowadzący - Rob Caggiano – gitara - Scott Ian – gitara, wokal wspierający - Frank Bello – gitara basowa, wokal wspierający - Charlie Benante – perkusja |

## Listy sprzedaży
CD
| Lista                   | Kraj       | Pozycja |
| ----------------------- | ---------- | ------- |
| Suomen virallinen lista | Finlandia  | 31      |
| MegaCharts              | Holandia   | 75      |
| Schweizer Hitparade     | Szwajcaria | 63      |

DVD
| Lista                     | Kraj              | Pozycja | Status             |
| ------------------------- | ----------------- | ------- | ------------------ |
| Billboard Music DVD Chart | Stany Zjednoczone | 1       | 2x platynowa płyta |
| Oricon                    | Japonia           | 6       |                    |
| Media Control Charts      | Niemcy            | 4       |                    |
| Sverigetopplistan         | Szwecja           | 1       |                    |
| Suomen virallinen lista   | Finlandia         | 1       |                    |
| MegaCharts                | Holandia          | 7       |                    |